# Rebecca Evans (politica)
Rebecca Mary Evans (Bridgend, 2 agosto 1976) è una politica gallese.

## Biografia

### Primi anni di vita
Evans ha conseguito una laurea in Storia presso l'Università di Leeds. Ha poi frequentato il Sidney Sussex College presso l'Università di Cambridge dove ha conseguito una laurea Master of Philosophy in studi storici.

### Carriera prima delle elezioni
Evans ha lavorato come responsabile delle politiche e degli affari pubblici per un ente di beneficenza nazionale che rappresenta i disabili e le loro famiglie. È anche un'ex parlamentare laburista il collegio Mid and West Wales ed ex ricercatrice senior e responsabile delle comunicazioni per un membro dell'Assemblea.

### Parlamentare
Evans è stata eletta nel 2011 come uno dei quattro membri regionali che rappresentano il Galles centrale e occidentale nel Parlamento gallese. Alle elezioni del 2016 è stata eletta membro del collegio elettorale di Gower.
Tra la sua elezione nel 2011 e la sua promozione all'ufficio ministeriale, Evans ha fatto parte nell'Assemblea nazionale per il Comitato per l'ambiente e lo sviluppo sostenibile del Galles e il suo Gruppo di attività e fine per la politica agricola comune, il Comitato per la salute e l'assistenza sociale e il Comitato per i bambini, i giovani e l'istruzione.

### Carriera ministeriale
L'8 luglio 2014 è stata nominata viceministro dell'agricoltura e della pesca nel governo gallese, in un piccolo rimpasto a seguito del licenziamento di Alun Davies. A settembre 2014 la sua funzione è stata ribattezzata viceministro dell'agricoltura e dell'alimentazione. Dopo le elezioni del 2016, è stata nominata Ministro per l'assistenza sociale e la sanità pubblica. Nel novembre 2017 è stata ulteriormente rimescolata per il nuovo ruolo di Ministro per l'edilizia abitativa e la rigenerazione.